# Represa de Los Reyunos
Los Reyunos es una represa argentina alimentada por el río Diamante, forma un lago que lleva su mismo nombre y se encuentra ubicada en el departamento San Rafael, provincia de Mendoza, Argentina a 35 km de la ciudad homónima.

## Represa y central hidroeléctrica
Fue construida entre los años 1973 (no 1978) y 1983 sobre el cañón del Diamante. Sus aguas provienen del río Diamante, cuyo recorrido nace previamente en el embalse Agua del Toro. Su paredón alcanza los 134 m, se construyó utilizando materiales pétreos compactos con arcilla de la zona y su función es regular y atenuar las crecidas parciales de la cuenca del río. Puede verter un máximo de 2300 m³/s, almacena —con la altura máxima de 136 m—: 220 hm³.
Posee una potencia instalada de 224 MW y su generación anual es del orden de los 305 GWh, mientras que la demanda para el bombeo desde el Embalse El Tigre —ubicado inmediatamente aguas abajo— es de los 20,2 GWh. El camino de acceso a la central se encuentra por debajo del nivel del lago, trabaja en forma de bombeo lo que implica un mayor consumo de energía al girar sus turbinas para retornar el agua acumulada en el dique hacia el lago.

## Lago Los Reyunos
El lago Los Reyunos cubre un área de aproximadamente 750 hectáreas, sirve como recurso hídrico para abastecer de agua potable a los habitantes de pueblos aledaños y además como centro turístico.
Cuenta con un club de náutica y pesca donde se practican deportes acuáticos como el esquí, wakeboard, windsurf, canotaje, buceo, pesca, entre otros. Alrededor de sus costas se encuentran casas de fin de semana, restaurantes, campamentos, cabañas.

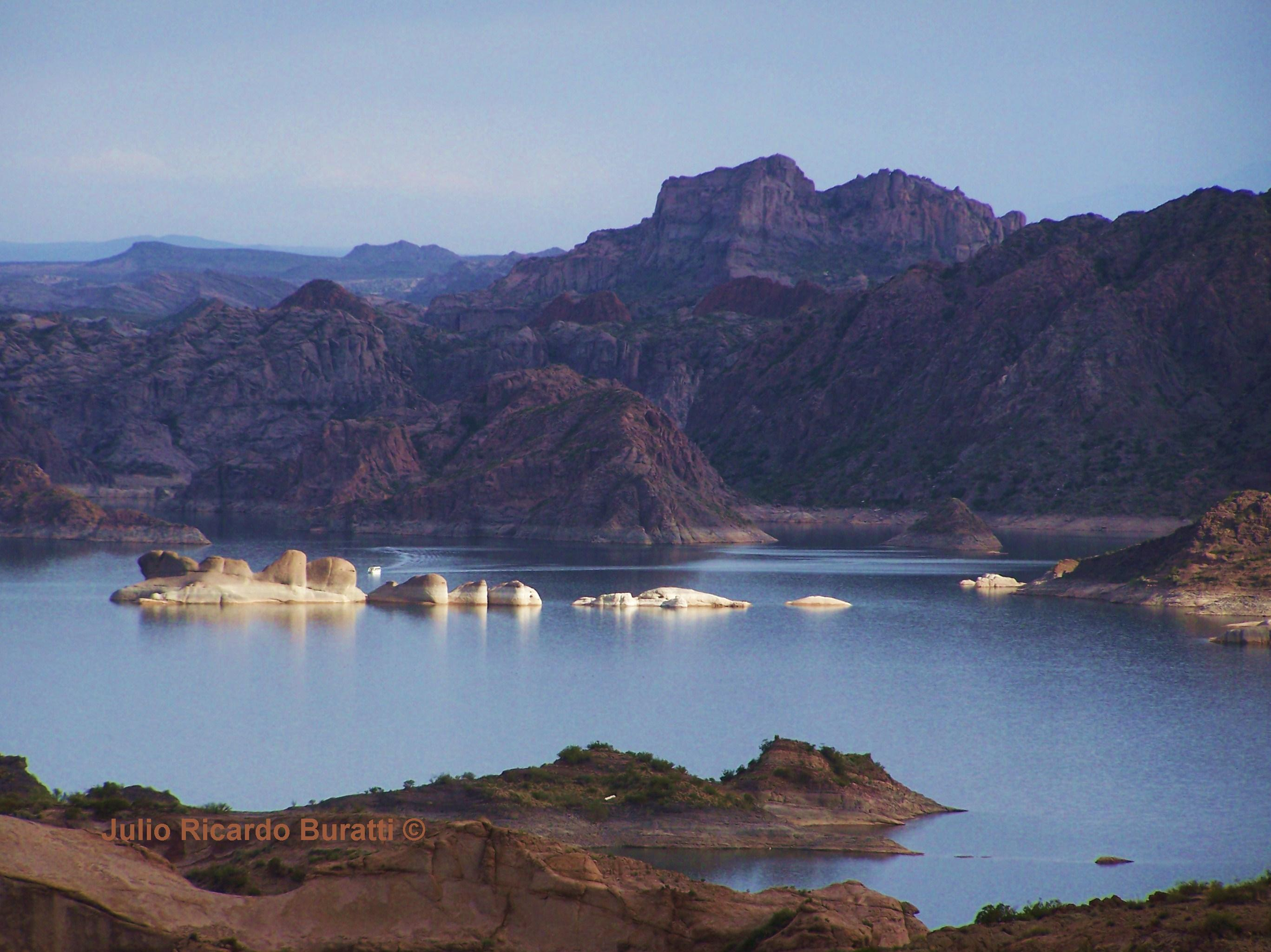
Formación rocosa dentro del Embalse Los Reyunos

## Véase también

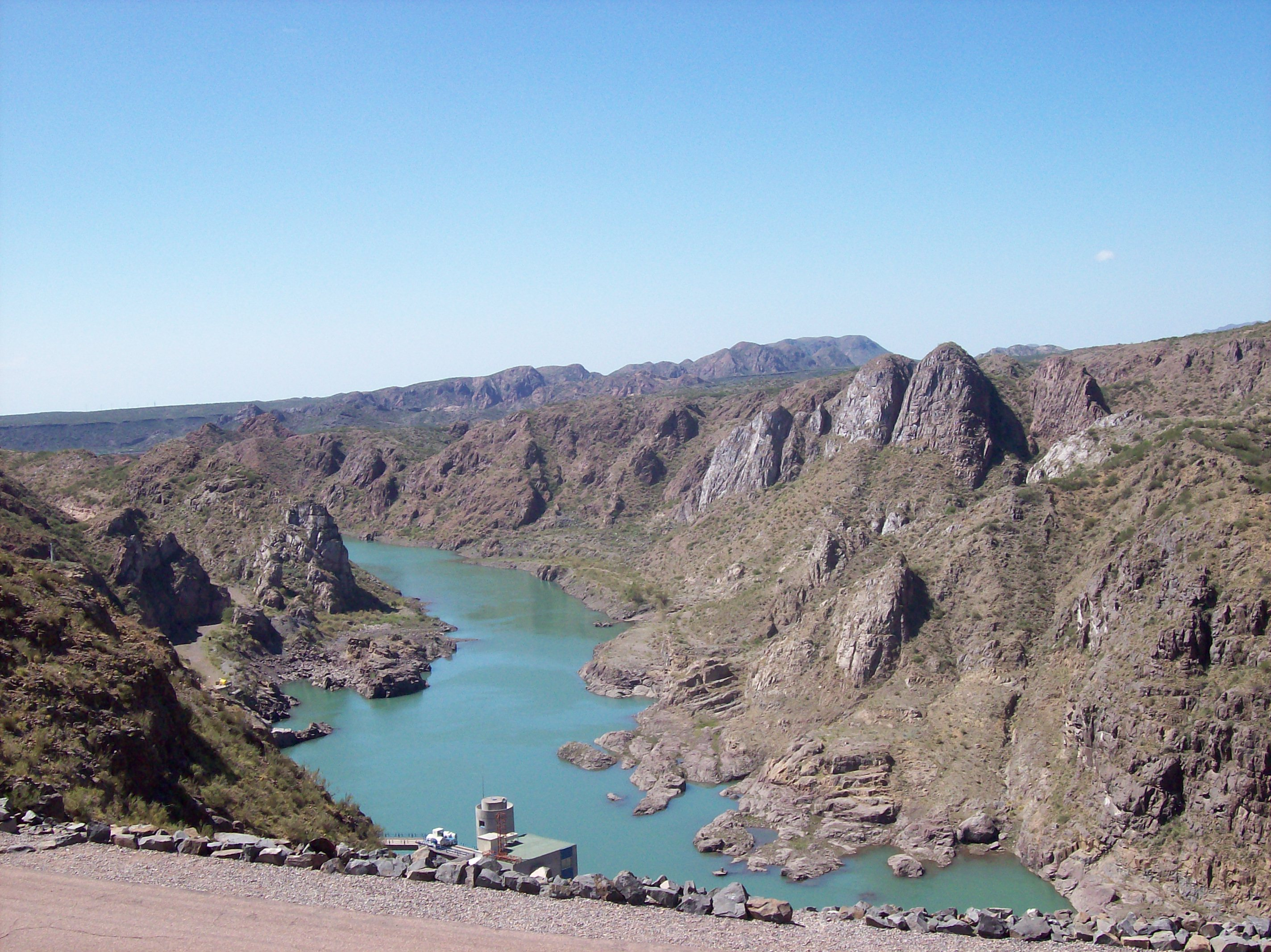
Río Diamante, cerca de Los Reyunos.